# Chinzei, Saga
Chinzei (鎮西町, Chinzei-chō) var en by beliggende i Higashimatsuura-distriktet i Saga-præfekturet, Japan.
I 2003 havde byen et anslået indbyggertal på 7.203 og en befolkningstæthed på 190,00 personer pr. km². Det samlede areal var 37,91 km².
Den 1. januar 2005 blev Chinzei, sammen med byerne Hamatama, Hizen, Kyūragi, Ōchi og Yobuko samt landsbyen Kitahata (alle fra Higashimatsuura-distriktet), fusioneret ind i den udvidede by Karatsu. 
Chinzei ligger meget tæt på ruinerne af det store Nagoya-slot, hvorfra Toyotomi Hideyoshi iværksatte sine invasioner af Korea fra 1592 til 1598. Der findes et slotsmuseum drevet af Saga-præfekturet i området. Mod nord, på Hado-halvøen, findes Genkai Underwater Observatory Tower (Genkai Undervandsobservatoriet).

## Eksterne links
Engelske sider:
- Chinzei turistinformationscenter

Japanske sider:
- Japansk Wikipedia-side